# Théorème de Tsuji
 (octobre 2015).
 (novembre 2019).
Améliorez-le ou discutez des points à vérifier. 
En analyse complexe, le théorème de Tsuji est un équivalent du théorème de représentation de Riemann en connectivité 2.
Il peut s'énoncer de la façon suivante :
Théorème de Masatsugu Tsuji — Soit K un ensemble connexe et relativement compact dans le disque unité ouvert {\displaystyle \mathbb {D} } du plan complexe. Le domaine borné par la frontière extérieure {\displaystyle \partial _{e}K} de K et {\displaystyle \partial \mathbb {D} } est conforme au domaine {\displaystyle \mathbb {D} \backslash r_{0}\mathbb {D} =\{z\in \mathbb {C} ,r_{0}<|z|<1\}}, où {\displaystyle r_{0}=\mathrm {caph} (K)=\mathrm {caph} (\partial _{e}K)}.
Ici, caph(K) dénote la capacité hyperbolique, de K.